# Parlamentsvalget i Portugal 1894
Parlamentsvalget i Portugal 1894 blev afholdt i Portugal den 15. april 1894. Resultatet var en valgsejre for Partido Regenerador, der vandt 101 mandater.

## Resultater
| Parti                           | Stemmer | % | Mandater | +/– |
| ------------------------------- | ------- | - | -------- | --- |
| Partido Regenerador             |         |   | 101      | –   |
| Partido Progressista            |         |   | 33       | –12 |
| Partido Republicano Português   |         |   | 2        | –2  |
| Andre partier og uafhængige     |         |   | 16       | –   |
| Ugyldige/blanke stemmer         |         | – | –        | –   |
| Total                           |         |   | 152      | 0   |
| Registrerede vælgers/deltagelse | 986,233 |   | –        | –   |
| Kilde: Nohlen & Stöver          |         |   |          |     |

Resultaterne udelukker de seks pladser vundet på nationalt plan, og dem fra oversøiske territorier.